# Suaeda inflata
Suaeda inflata là loài thực vật có hoa thuộc họ Dền. Loài này được Aellen miêu tả khoa học đầu tiên năm.